# Allardville
Allardville es una parroquia canadiense situada en la provincia de Nuevo Brunswick.

## Superficie
Allardville tiene una superficie de 654,6 km².

## Demografía
En 2021, tenía 1949 habitantes, una densidad poblacional de 3 hab./km², y 919 viviendas.